# Бејуш
Бејуш (рум. Beiuş, мађ. Belényes) град је у Румунији. Он се налази у западном делу земље, близу границе са Мађарском. Бејуш је четврти по важности град округа Бихор.
Бејуш је према последњем попису из 2002. године имала 10.096 становника.

## Географија
Град Бејуш налази се у источно делу историјске покрајине Кришане, око 60 km југоисточно до Орадее.
Бејуш се налази у области планине Бихор, близу тока реке Кереш.

## Становништво
У односу на попис из 2002, број становника на попису из 2011. се смањио.
| 1966. | 1977. | 1992.  | 2002.  | 2011.  |
| ----- | ----- | ------ | ------ | ------ |
| 8.744 | 9.960 | 12.353 | 12.089 | 10.667 |

Румуни чине већину градског становништва Бејуша (89,6%), а присутни су и Мађари (8,5%) и Роми (0,5%). Мађари су почетком 20. века били много бројнији. До средине 20. века у граду су били бројни и Јевреји.

## Галерија
- Гркокатоличка црква
- Средња школа